# Tutela dels juristes islàmics
La tutela dels juristes islàmics (en àrab: ولاية الفقيه, en persa: ولایت فقیه, Velayat-e Faqih) és una teoria xiita que manté que l'islam atorga a l'alfaquí (en àrab: faqih, plural: fuqaha, "jurista islàmic") la custòdia, tutela o vigilància sobre aquells que ho necessitin.
Els ulemes que defensen aquesta teoria dissenteixen sobre les maneres com s'ha d'aplicar aquesta tutela. Una interpretació, la "tutela limitada dels juristes islàmics", sosté que la tutela s'ha de limitar a matèries no litigioses (al-omour al-hesbiah) incloent les fundacions religioses (waqf), qüestions judicials i la propietat, quan no correspon a cap persona concreta.
Una altra interpretació, en canvi, la "tutela absoluta (en àrab: مطلقة) dels juristes islàmics", sosté que la tutela ha d'incloure qualsevol tema que hagi estat tractat pel Profeta o pels Imams xiïtes, incloent-hi el govern del país.
La idea de la tutela com a governança fou avançada per l'Aiatol·là Ruhollah Khomeini en una sèrie de sermons pronunciats el 1970 des del seu exili a França, que foren passats clandestinament a l'interior del país per estudiants iranians i recollits en el llibre Hokumat-e Islami: Velayat-e Faqih ("El govern islàmic: la tutela dels juristes"), i que ara constitueix el fonament de la Constitució de la República Islàmica de l'Iran, des de la Revolució islàmica.
La Constitució de l'Iran disposa que un faqih o vali-ye faqih (jurista vigilant) serveixi com a Líder Suprem de l'Iran per damunt del govern. El primer a ocupar aquest càrrec fou el mateix Aiatol·là Khomeini. En el context de l'Iran, la tutela dels juristes islàmics és anomenada sovint "govern dels juristes" o "govern dels juristes islàmics".